# Highway (Wiltshire)
Highway – osada w Anglii, w hrabstwie Wiltshire, w dystrykcie (unitary authority) Wiltshire, w civil parish Hilmarton. Leży 14,9 km od miasta Swindon, 45,7 km od miasta Salisbury i 128,6 km od Londynu. W 1881 roku civil parish liczyła 88 mieszkańców. Highway jest wspomniane w Domesday Book (1086) jako Hiw(e)i.